# Tanaissus lilljeborgi
Tanaissus lilljeborgi is een naaldkreeftjessoort uit de familie van de Tanaissuidae. De wetenschappelijke naam van de soort is voor het eerst geldig gepubliceerd in 1891 door Thomas Roscoe Rede Stebbing.

## Verspreiding
Tanaissus lilljeborgi is geregistreerd vanaf de oost- en westkust van Schotland en Engeland, de zuid- en zuidwestkust van Engeland, Shetland- en Kanaaleilanden, de kusten van Denemarken, Nederland (Oosterschelde), Bretagne en Normandië. Deze naaldkreeftjessoort wordt vaak gevonden in de bovenste lagen van intergetijden- en sublitoraal zand.